# OSSA Motopedal
|  | «Ossita» redirigeix aquí. Vegeu-ne altres significats a «Ossita 50». |

L'OSSA Motopedal, coneguda popularment a l'època com a Ossita, fou un model de ciclomotor fabricat per OSSA entre 1955 i 1966. Al llarg de la seva vida comercial se'n fabricaren quatre versions, totes elles amb les següents característiques generals: motor de dos temps monocilíndric de 49 cc refrigerat per aire i bastidor de xapa estampada del tipus "pas a través".
La Motopedal era una versió local del ciclomotor Radexi, fabricat a Alemanya per Express, del qual OSSA obtingué la llicència de producció per a l'estat espanyol. La primera versió era pràcticament idèntica al model original, mentre que les següents ja se'n diferenciaven més en l'apartat estètic tot i mantenir la mecànica alemanya.

## Història

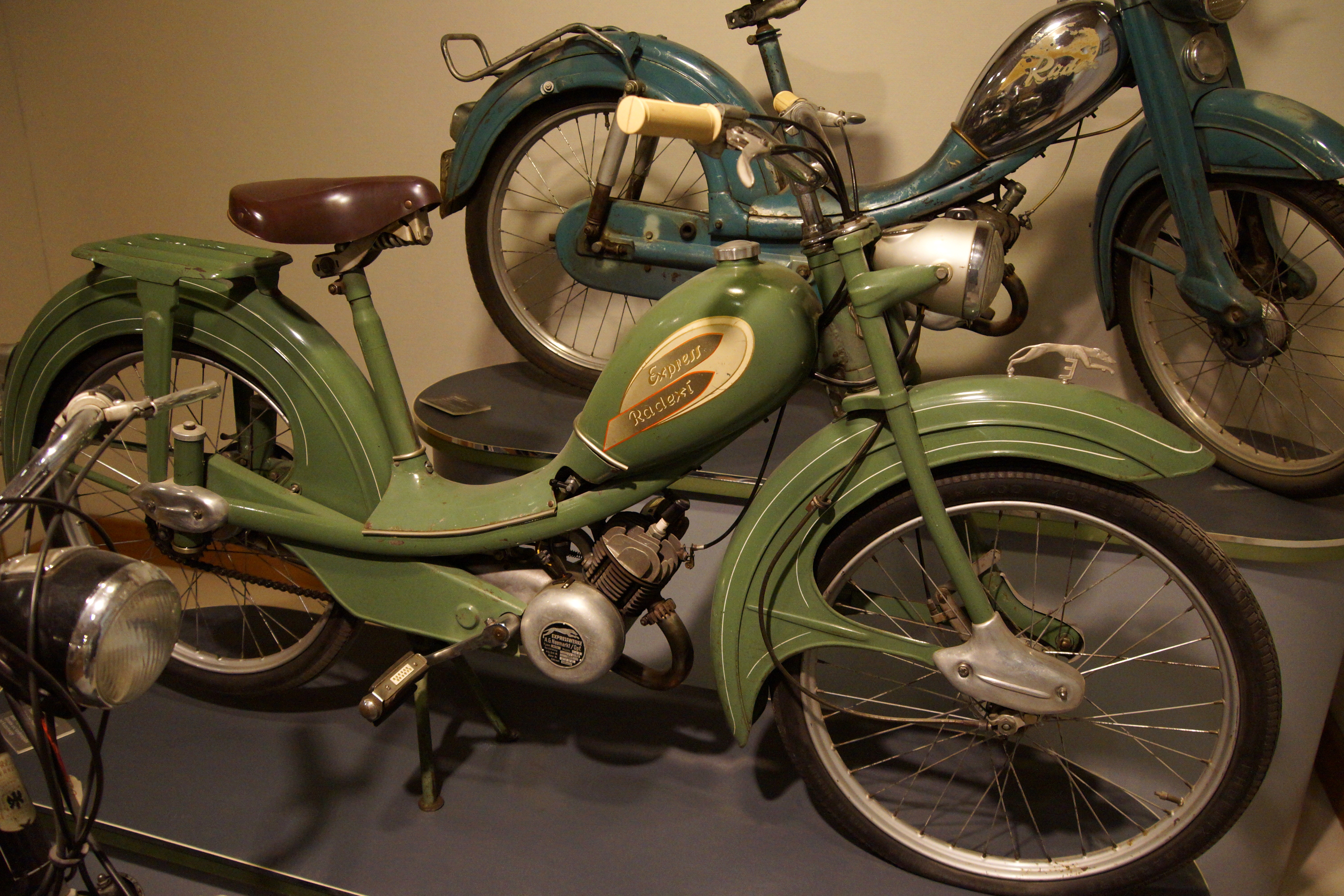
Un Express Radexi II de 1955

Express Werke AG va ser fundada a Neumarkt in der Oberpfalz (Baviera) el 1884, inicialment com a fabricant de bicicletes i, a partir del 1903, de motocicletes amb cilindrades que mai no van arribar a superar els 98 cc. Lluny del creixement experimentat per altres fabricants alemanys com ara DKW o BMW, aquesta empresa relativament petita va mantenir la seva reduïda gamma fins a l'esclat de la Segona Guerra Mundial. Un cop acabada aquesta, Express va reprendre l’activitat i va començar a produir models de fins a 250 cc, per bé que el gruix de la seva oferta seguia consistint en models de petita cilindrada.
A començaments de 1953, Express va presentar un ciclomotor senzill i eficaç que anomenà Radexi, equipat amb un motor especialment desenvolupat per l'empresa de només una velocitat (disponible a partir de 1954 amb dues), bastidor de xapa estampada amb dipòsit de benzina de 3 litres integrat, forquilla de suspensió i pneumàtics de 2,00 x 26. L'empresa havia plantejat inicialment una suspensió anterior per molla i paral·lelogram que, finalment, no va arribar a la producció. Es tractava del primer ciclomotor d'Express que s'assemblava més a una bicicleta que a una moto i era visualment molt reeixit. La publicitat de l'època prometia "conduir sense esforç".
Per la seva banda, OSSA havia llançat el 1951 el seu primer model de motocicleta, l'OSSA 125 (basada en l'alemanya DKW RT 125) i aviat va decidir d'entrar en el mercat dels ciclomotors. Manuel Giró tenia bones relacions amb alguns dissenyadors alemanys i això li va permetre de conèixer de primera mà el disseny del Radexi, del qual li interessà el plantejament tècnic del seu senzill però eficaç motor. El 1954, l'empresari català va arribar a un acord amb Express per a la fabricació sota llicència del seu ciclomotor, que va presentar oficialment el 1955 amb el nom de Motopedal. Tot i ser molt semblant al Radexi, l'OSSA va rebre aportacions tècniques de l'italià Sandro Colombo, un antic enginyer de Gilera a qui Giró havia fet diversos encàrrecs, entre ells la creació d'un velomotor o ciclomotor.
Des del punt de vista del disseny, la Motopedal va tenir uns inicis vacil·lants, ja que s'hi van experimentat diversos sistemes d'amortiment anterior. Les primeres unitats duien un senzill però interessant sistema de molles que, tanmateix, era fràgil i poc eficaç. Finalment, OSSA va decidir adoptar una forquilla de torsió molt més dura i duradora. Pel que fa al motor, podia funcionar a unes 4.500 rpm i duia uns caixa de canvis de dues velocitats.

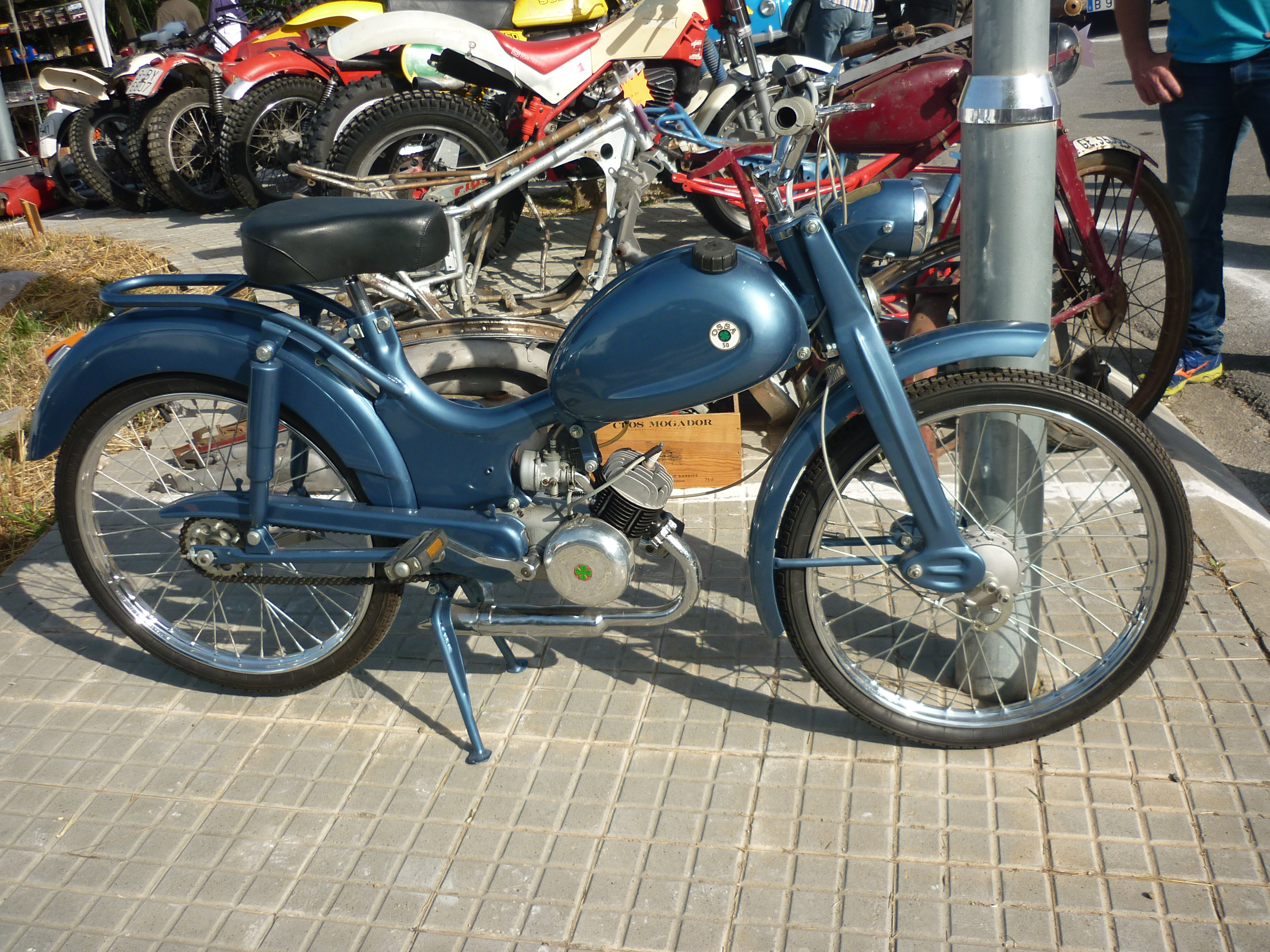
Una Motopedal 50C dels volts de 1960

La Motopedal va anar evolucionant i es va mantenir en producció fins al 1966. Paral·lelament, OSSA va anar desenvolupant un nou model de ciclomotor que va acabar substituint-la i que es va comercialitzar, ara ja oficialment, amb el nom d'Ossita 50. A la Fira de Mostres de Barcelona de 1965 ja s'hi van poder veure tres nous velomotors amb motors Sachs que no van, però, arribar a la producció en no arribar OSSA a un acord amb Harry Walker, l'importador de Sachs a l'estat (altres fonts en culpen les habituals traves administratives de l'època). Aquests prototips eren la Saxonette (un velomotor modern i automàtic que duia el mateix bastidor que la Motopedal 50D), la 50cc Club i la Sachs 50cc 5V, els dos darrers amb un bastidor tubular tradicional, amb barra central i dipòsit situat davant del selló. El bastidor de la Club es va fer servir finalment a l'Ossita 50 de 1968, equipada amb motor de Ducati Mototrans.

## Versions

### Llista de versions produïdes
| Versió                    | Cilindrada                | Id. Model                 | Anys                      | Núm. Sèrie                | Unitats | Pintura dipòsit           |
| ------------------------- | ------------------------- | ------------------------- | ------------------------- | ------------------------- | ------- | ------------------------- |
| 50A                       | 49 cc                     | C50                       | 1955 - 1958               | C00001                    | 1.200   | Verd                      |
| 50B                       | 49 cc                     | C50                       | 1959 - 1960               | C05001                    | 5.000   | Blau amb franja blau marí |
| 50C                       | 49 cc                     | C50                       | 1960 - 1963               | C06201                    | 5.000   | Blau                      |
| 50D                       | 49 cc                     | C50                       | 1963 - 1966               | C11201                    | 5.000   | Vermell amb franja blanca |
| Total d'unitats produïdes | Total d'unitats produïdes | Total d'unitats produïdes | Total d'unitats produïdes | Total d'unitats produïdes | 16.200  |                           |

### 50A
Llançada el 1955, la primera Motopedal (versió 50A), anava pintada de verd i es va desenvolupar inicialment amb suspensió anterior de molles, la qual, en no funcionar prou bé, va ser desestimada en favor d'un sistema de torsió, que tampoc no va funcionar per problemes amb el material espanyol, menys fiable que l'alemany. Finalment, s'adoptà una forquilla d'acer estampat amb bieletes oscil·lants. Els primers motors duien abraçadores per a collar-hi el tub d'escapament, com l'Express Radexi, però al cap de poc s'adoptà el sistema tradicional de cargol i femella.
De la Motopedal n'aparegué una versió de competició el 1956, anomenada "Carreras", que duia un seient llarg i ample en comptes del de tipus bicicleta del model de carrer. Diversos pilots van obtenir triomfs en competicions de velomotors amb aquesta moto, com ara César Gracia i Vicenç Fe.

### 50B
La segona versió de la Motopedal (50B) va aparèixer el 1959. Estèticament era força diferent del model anterior, especialment pel nou dipòsit, més voluminós, i el color blau metal·litzat integral, amb una franja més fosca al dipòsit. A banda, el bastidor s'havia renovat totalment i ara era de tub d'acer de gran secció en comptes de xapa estampada.

### 50C

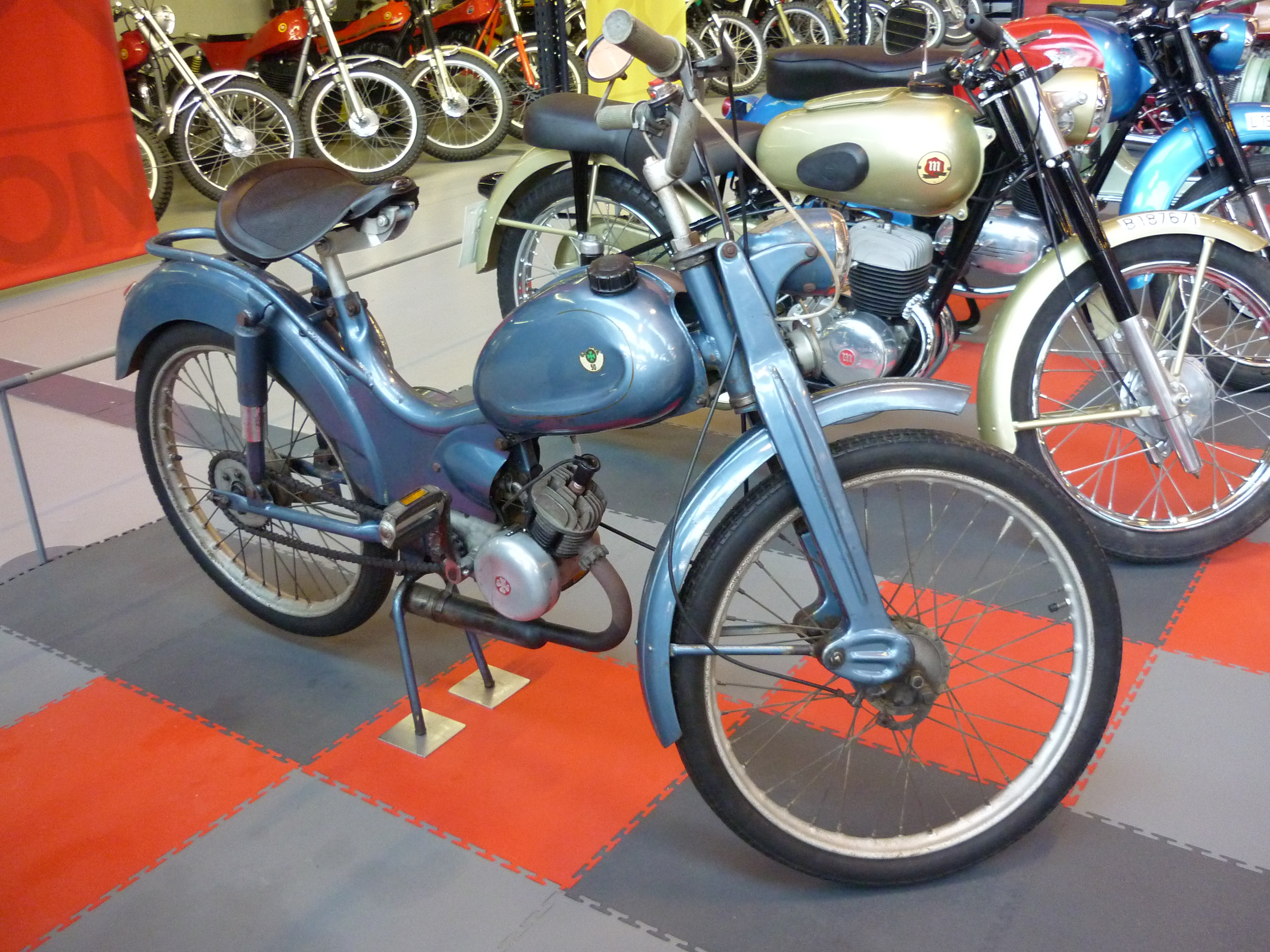
OSSA Motopedal 50C ca. 1960

La tercera versió de la Motopedal (50C) va aparèixer el 1960. Era pràcticament igual estèticament a la 50B, amb l'única diferència de la pintura del dipòsit, del mateix color blau que la resta de la moto, sense les dues tonalitats anteriors. Per la seva banda, el bastidor havia estat retocat a la part posterior, a tocar del porta-paquets.

### 50D
La quarta i darrera versió de Motopedal fou la 50D de 1963. Era una clara evolució de la 50C i el més destacable a simple vista era la decoració: pintura de color blanc ivori per al conjunt de xassís i vermell-grana per a dipòsit, tapa de la caixa d'eines i protector de cadena. També incorporava un canvi important en la suspensió anterior, passant ara a ser telescòpica, de la marca Telesco. La moto va estar en producció fins al 1966. El 1968, la Motopedal fou substituïda per la nova Ossita 50.
Fitxa tècnica
| Motopedal 50D | Motopedal 50D             | Motopedal 50D |
| --- | ------------------------- | ------------- |
| Id. Model | C50                       |               |
| Núm. Sèrie | C11201                    |               |
| Anys | 1963 - 1966               |               |
| CC | 49                        |               |
| Diàmetre x Carrera | 42 x 36 mm                |               |
| Compressió | 6:1                       |               |
| CV | 1,2 a 4.500 rpm           |               |
| Canvi | 2 velocitats              |               |
| Suspensió davant | Forquilla telescòpica     |               |
| Suspensió darrera | Amortidors hidràulics     |               |
| Pneumàtic davant | 2,00 x 19                 |               |
| Pneumàtic darrera | 2,00 x 19                 |               |
| Frens davant | Tambor 90 mm              |               |
| Frens darrera | Tambor 90 mm              |               |
| Pes en sec | 44 Kg                     |               |
| Capacitat dipòsit | 6,5 l                     |               |
| Pintura dipòsit | Vermell amb franja blanca |               |
| \| • Altres \| \| ----------------------------------------------------------------------- \| \| - Encesa: Volant magnètic - Longitud: 1.790 mm - Ample manillar: 600 mm \| |                           |               |
| • Altres |                           |               |
| - Encesa: Volant magnètic - Longitud: 1.790 mm - Ample manillar: 600 mm |                           |               |